# Jadcherla
Jadcherla es una ciudad censal situada en el distrito de Mahbubnagar en el estado de Telangana (India). Su población es de 17958 habitantes (2011). Se encuentra a 86 km de  Hyderabad, la capital del estado.

## Demografía
Según el censo de 2011 la población de Jadcherla era de 17958 habitantes, de los cuales 9083 eran hombres y 8875 eran mujeres. Jadcherla tiene una tasa media de alfabetización del 75,25%, superior a la media estatal del 67,02%: la alfabetización masculina es del 83,31%, y la alfabetización femenina del 67,01%.